# PBCom 타워
PBCOM 타워(영어: PBCom Tower)는 필리핀 마닐라에 위치한 마천루다.

## 같이 보기
- 필리핀의 마천루 목록